# Pierre-Louis Buor de La Charoulière
Pierre Louis François Buor, seigneur de la Charoulière, dit le « chevalier de Buor », né le 15 janvier 1736 à Vairé en Poitou et mort le 2 avril 1803 aux Sables-d'Olonne, est un officier de marine et aristocrate français des XVIIIe et XIXe siècles. Il termine sa carrière avec le grade de contre-amiral.

## Biographie

### Origines et famille
Pierre Louis François Buor descend de la famille Buor, une ancienne famille noble originaire de Vendée dont on connait la filiation jusqu'au XIIIe siècle. Son ancêtre, Guillaume Buor, valet, seigneur de la Lande, accompagne Saint Louis en 1270 lors de sa Croisade en Afrique.
Pierre Louis François Buor est le septième enfant de François André Buor, seigneur de la Chanelière (1686-?) et de Marie Françoise Marchand de la Mulnière. De cette union naissent neuf enfants, dont plusieurs serviront dans la Marine du Roi : 
- Louis François Buor, seigneur de la Mulnière (31 décembre 1716-18 janvier 1777) ;
- André René Buor, seigneur de Saint-Martin de Brem, enseigne de vaisseau, mort à Fort-Dauphin (Saint-Domingue) le 21 septembre 1760 ;
- Gilles Gabriel Buor, né à Saint-Martin-de-Brem le 29 octobre 1726, prêtre, prieur de Soullans.
- Louis Gilbert Buor, seigneur de la Mulnière, capitaine de vaisseau ;
- Robert Louis Buor, entré au service en 1751 sur les vaisseaux de la Compagnie des Indes, puis officier des à terre à Pondichéry, tué au combat sur le vaisseau le Penthièvre en 1757.
- Louis François Jean Benoît Buor, seigneur de la Chanollière, officier hydrographe distingué, capitaine des vaisseaux du Roi puis brigadier des armées navales, chevalier de Saint-Louis, mort sans alliance.
- Pierre Louis François Buor ;
- Jeanne Marie Buor, religieuse ;
- Anne Jacquette Buor, dame de La Mulnière.

### Carrière dans la Marine royale
Pierre Louis François Buor entre dans une compagnie de gardes de la Marine à Rochefort en 1756, au début de la guerre de Sept Ans. Embarqué sur Le Zéphyr, il prend part à la prise du HMS Warwick en 1757. Il est présent en 1759, à bord de L'Eveillé à la bataille des Cardinaux. La guerre finie, il est promu enseigne de vaisseau en 1764 et continue à servir dans la Marine. Il est présent à l'affaire de Larache en 1765.
Promu au grade de lieutenant de vaisseau le 4 avril 1777, au début de la guerre d'indépendance des États-Unis. Il se distingua à la bataille d’Ouessant où il s’empare de deux vaisseaux anglais. Il est major lors du fiasco de l'escadre franco-espagnole dans la Manche en 1779. Major du comte de Guichen aux Antilles en 1780, présent aux trois combats contre l'amiral Rodney. Il est alors officier auxiliaire à bord de La Couronne, de 80 canons, le vaisseau amiral français.
Son avancement accélère alors puisqu'il reçoit du Roi un brevet de lieutenant-colonel en 1780, puis une commission de capitaine de vaisseau le 9 mai 1781. Major des forces franco-espagnoles à Cadix en 1782, il se distingue à la bataille des Saintes le 12 avril 1782. Cette action lui vaut de recevoir une pension de 800 livres sur le trésor royal. Il épouse en 1783, Marguerite Marie Charlotte de Cairon-Merville, fille d’Étienne Philippe de Cairon, marquis de Merville, et de Marie Charlotte Caillard de Beauchêne. De cette union naissent deux filles : Louise Gilberte Victoire (née le 4 avril 1784) et Marie Anne Sophie (née le 20 juin 1785).
Il est l'auteur, en 1787, d'un Traité de la tactique navale. Promu contre-amiral en 1792 (grade équivalent à celui de chef d'escadre sous l'Ancien Régime), il démissionne pour cause de maladie.
Il est rappelé par Napoléon Bonaparte pour préparer l'expédition d'Égypte, mais il refuse, ainsi que le poste de préfet maritime à Rochefort.
Tacticien remarquable qui mit en échec en 1780 Rodney, le plus célèbre des amiraux anglais, meurt dans la misère aux Sables-d'Olonne le 2 avril 1803. 

## Hommage
Une rue Buor de la Charoulière est nommé en son honneur à Vairé.

### Sources et bibliographie
- W. J. Barron, Amiraux du Bas-Poitou dans la Guerre d'Indépendance américaine, Société d'émulation de la Vendée, 1977, 110 p. ;
- Adrien Carré, Une Famille du Bas-Poitou, les Buor, Fontenay-le-Comte, impr. P. et O. Lussaud frères, 1959, 90 p. ;
- Charles de La Monneraye, Souvenirs de 1760 à 1791 (lire en ligne), p. 163 ;
- Étienne Taillemite, Dictionnaire des marins français, Paris, éditions Tallandier, 2002, 573 p. (ISBN 2-84734-008-4)